# 나카무라 카즈마사
나카무라 카즈마사는 일본의 남자 성우이다.